# بني أحمد (عزلة بني حسن)

تعديل مصدري - تعديل

بني أحمد هي إحدى قرى عزلة بني حسن بمديرية عبس التابعة لمحافظة حجة، بلغ تعداد سكانها 221 نسمة حسب تعداد اليمن لعام 2004.